# Skive Festival 2012
Skive Festival 2012 var den 20. udgave af festivalen. Festivalen foregik i en 4-dags periode fra 30. maj – 2. juni, på Strandtangen i Skive. Skive Festival lancerede for første gang festivalavisen BEAT.

## Kunstnere
Kunstnerne spiller på 4 forskellige scener: Scene 1, Scene 2, ROLINU! og Club Stöj. 

### Onsdag 30. maj
- L.O.C.
- The Offspring (USA)
- Linkin Park (USA)
- Morten Breum Live
- Bliglad
- Aura
- The Ting Tings (UK)
- Mads Bladt Krammer
- Kongsted
- Pete Tong (UK)
- Rune RK
- Pelle Peter Jensen
- Von Dü
- Ordets Magt
- Nabiha
- Flødeklinikken

### Torsdag 31. maj
- Medina
- Malk De Koijn
- Nik & Jay
- Scooter (D)
- The Asteroids Galaxy Tour
- Wafande
- Suspekt
- MC Gee (NL)
- LP Støvring
- Jorgensen (NL)
- Digital Magic
- ABA & Simonsen
- JoeySuki (NL)
- Bingo Players (NL)
- Alexander Brown
- Christian Amby
- Pelle Peter Jensen
- Mikkel Malmberg
- Freja Loeb
- Ordets Magt
- The Eclectic Moniker
- Red Warszawa

### Fredag 1. juni
- Magtens Korridorer
- TV-2
- Robyn (S)
- KATO
- Christopher
- Lukas Graham
- Poul Krebs
- Daxtar
- Jay Adams
- Faustix
- Swanky Tunes (RUS)
- FLIP
- Pelle Peter Jensen
- Uffe Holm
- Gasolin Jam
- Ulige Numre
- Ordets Magt
- I Got You On Tape
- Raunchy

### Lørdag 2. juni
- Donkeyboy (N)
- Rasmus Seebach
- D-A-D
- Calvin Harris (SCO)
- Xander & Ankerstjerne
- Johnny Madsen
- Tim Christensen & The Damn Crystals
- Gibson
- Mikkel Gunvad
- Mike Hawkins & Pablo Oliveros
- Rasmus Hedegaard
- Hipsterious (HIP)
- Pelle Peter Jensen
- Frank Hvam
- Kjurious
- Barbara Moleko
- Ordets Magt
- Darkness Falls
- Nicholas Kidd